# Lê Thị Ly
Lê Thị Ly (* 31. März 1993) ist eine vietnamesische Fußballschiedsrichterin.
Seit 2019 steht Lê auf der Liste der FIFA-Schiedsrichter und leitet internationale Fußballpartien.
Bei der U-17-Weltmeisterschaft 2024 in der Dominikanischen Republik leitete Lê zwei Gruppenspiele.
Zudem war sie Schiedsrichterin bei den Asienspielen 2022 in China, bei der U-20-Asienmeisterschaft 2024 in Usbekistan, bei der U-17-Weltmeisterschaft 2024 in der Dominikanischen Republik sowie bei diversen Qualifikations- und Freundschaftsspielen.